# Basketball Australia
Der Australische Basketballverband ist der offizielle Basketballverband in Australien. Er hat seinen Sitz in Wantirna South (Vorort von Melbourne).

## Geschichte und Aufgaben
Der Verband wurde 1939 gegründet und ist sei 1949 Mitglied der Fédération Internationale de Basketball (FIBA) und Mitglied des Kontinentalverbandes
FIBA Oceanien. Präsident des Verbandes ist zur Zeit John Carey. Sein Generalsekretär ist Matt Scriven. Der Verband ist für die Organisation, Leitung und Entwicklung des Basketballsports in Australien verantwortlich und vertritt den Basketballsport gegenüber Behörden sowie nationalen und internationalen Sportorganisationen. Zusätzlich verteidigt er die moralischen und materiellen Interessen des australischen Basketballs. Weiterhin organisiert er die nationale Meisterschaft und ist für die Nationalmannschaft der Herren und die Nationalmannschaft der Damen sowie weitere Juniorennationalmannschaften verantwortlich.

## Fakten zum Verband
| Kriterium               | Fakten                                    |
| ----------------------- | ----------------------------------------- |
| Gründungsjahr           | 1939                                      |
| Sitz:                   | Wantirna South                            |
| Jahr des FIBA Beitritts | 1949/1947 (?)                             |
| Kontinentalverband      | FIBA Ozeanien                             |
| Aktueller Präsident:    | John Carey                                |
| Generalsekretär:        | Matt Scriven                              |
| Höchste Liga            | National Basketball League (Australasien) |
| Sonstiges               |                                           |
| Web-Adresse:            | https://www.australia.basketball/         |